# Group Therapy
Group Therapy é o terceiro álbum do grupo de música eletrônica Above & Beyond. O álbum conta com participações de Richard Bedford e Zoë Johnston.
Na américa latina (Brasil, Argentina e Chile), recebeu uma versão exclusiva trocando a música "Every Little Beat" por "Sea Lo Que Sea Será" (Com Miguel Bosé).
Este álbum não deve ser confundido com o programa de rádio Above & Beyond: Group Therapy.

## Faixas[1]
| N.º | Título                                                         | Duração |  |
| 1.  | "Filmic"                                                       | 3:49    |  |
| 2.  | "Alchemy" (com Zoë Johnston)                                   | 5:17    |  |
| 3.  | "Sun & Moon" (com Richard Bedford)                             | 5:25    |  |
| 4.  | "You Got to Go" (com Zoë Johnston)                             | 5:34    |  |
| 5.  | "Black Room Boy" (vocais de Tony McGuinness e Richard Bedford) | 6:10    |  |
| 6.  | "Giving It Out" (com Zoë Johnston)                             | 3:53    |  |
| 7.  | "On My Way to Heaven" (com Richard Bedford)                    | 5:58    |  |
| 8.  | "Prelude"                                                      | 5:44    |  |
| 9.  | "Sun in Your Eyes"                                             | 4:50    |  |
| 10. | "Love Is Not Enough" (com Zoë Johnston)                        | 6:33    |  |
| 11. | "Every Little Beat" (com Richard Bedford)                      | 6:00    |  |
| 12. | "Sweetest Heart" (com Zoë Johnston)                            | 3:36    |  |
| 13. | "Thing Called Love" (com Richard Bedford)                      | 5:29    |  |
| 14. | "Only a Few Things" (com Zoë Johnston)                         | 5:02    |  |
| 15. | "Eternal"                                                      | 2:53    |  |

| Faixa bônus da versão deluxe do Reino Unido e dos Estados Unidos no iTunes |                                                        |         |  |
| N.º                                                                        | Título                                                 | Duração |  |
| 16.                                                                        | "Sun & Moon" (featuring Richard Bedford) (Beirut Demo) | 7:24    |  |

| Versão latino americana |                                         |         |  |
| N.º                     | Título                                  | Duração |  |
| 11.                     | "Sea Lo Que Sea Será" (com Miguel Bosé) | 6:00    |  |

| Faixa Bonus da Amazon do Reino Unido e Google Play |                                              |         |  |
| N.º                                                | Título                                       | Duração |  |
| 16.                                                | "With Your Hope" (featuring Richard Bedford) | 4:30    |  |